# 港区立図書館
港区立図書館（みなとくりつとしょかん）は、東京都港区にある公立図書館。

## 概要
1952年（昭和27年）に氷川図書館（現赤坂図書館）が開館したのを始まりとする。

## 図書館一覧
- 港区立みなと図書館
- 港区立高輪図書館

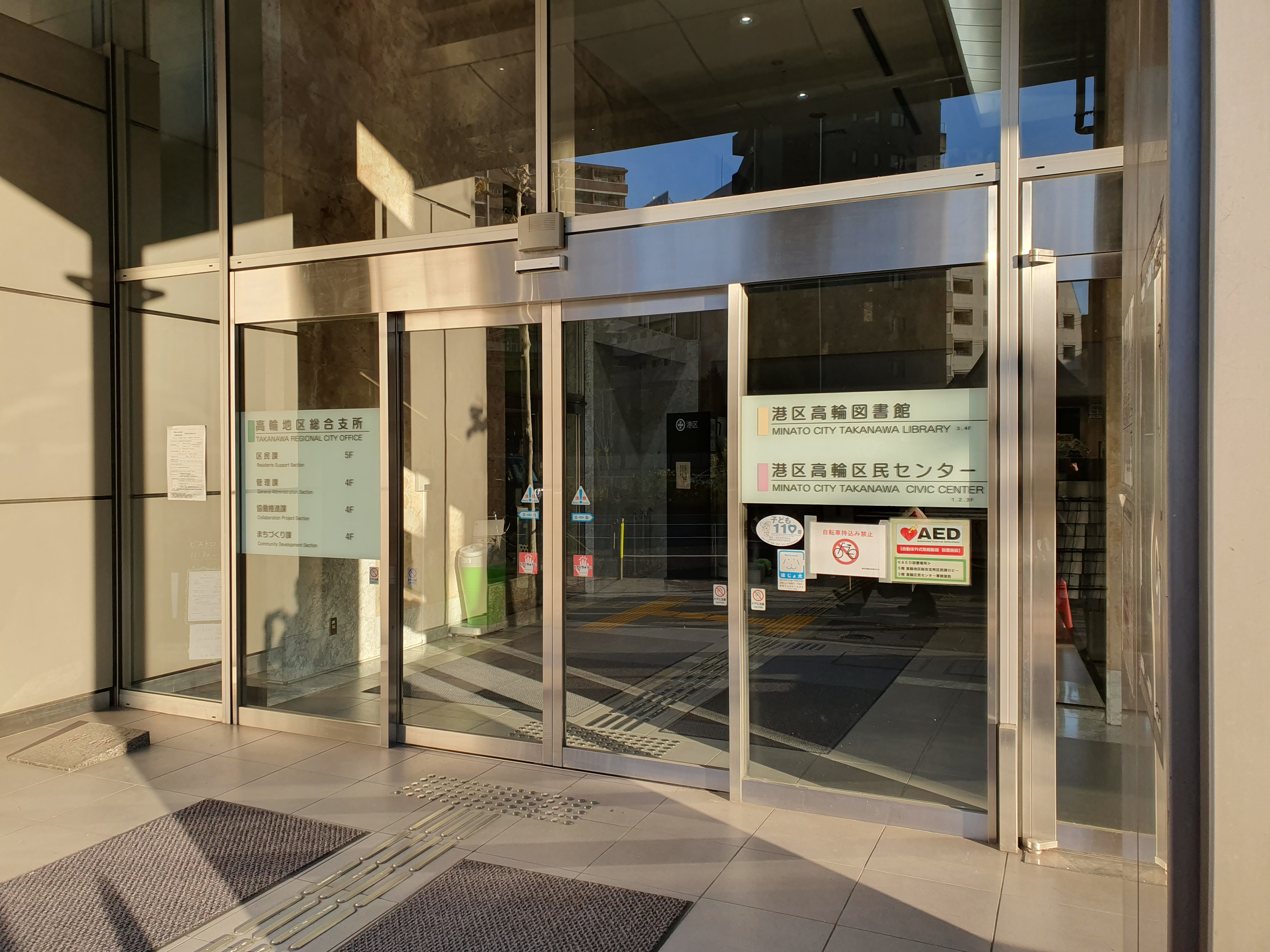
港区立高輪図書館

  - 高輪地区総合支所の3階・4階に所在するが、支所の入口は1階・5階にあるため、上の階の入口から当図書館に来る際は階段を下ることになる。また、支所の1階には白金高輪駅の出口がある。
  - 2022年3月1日、改修工事を行い再開館[1]。設計は佐藤総合計画[1]。
- 港区立高輪図書館分室
- 港区立赤坂図書館
  - パークアクシス青山一丁目タワー3階に所在。

- 港区立港南図書館
- 港区立三田図書館

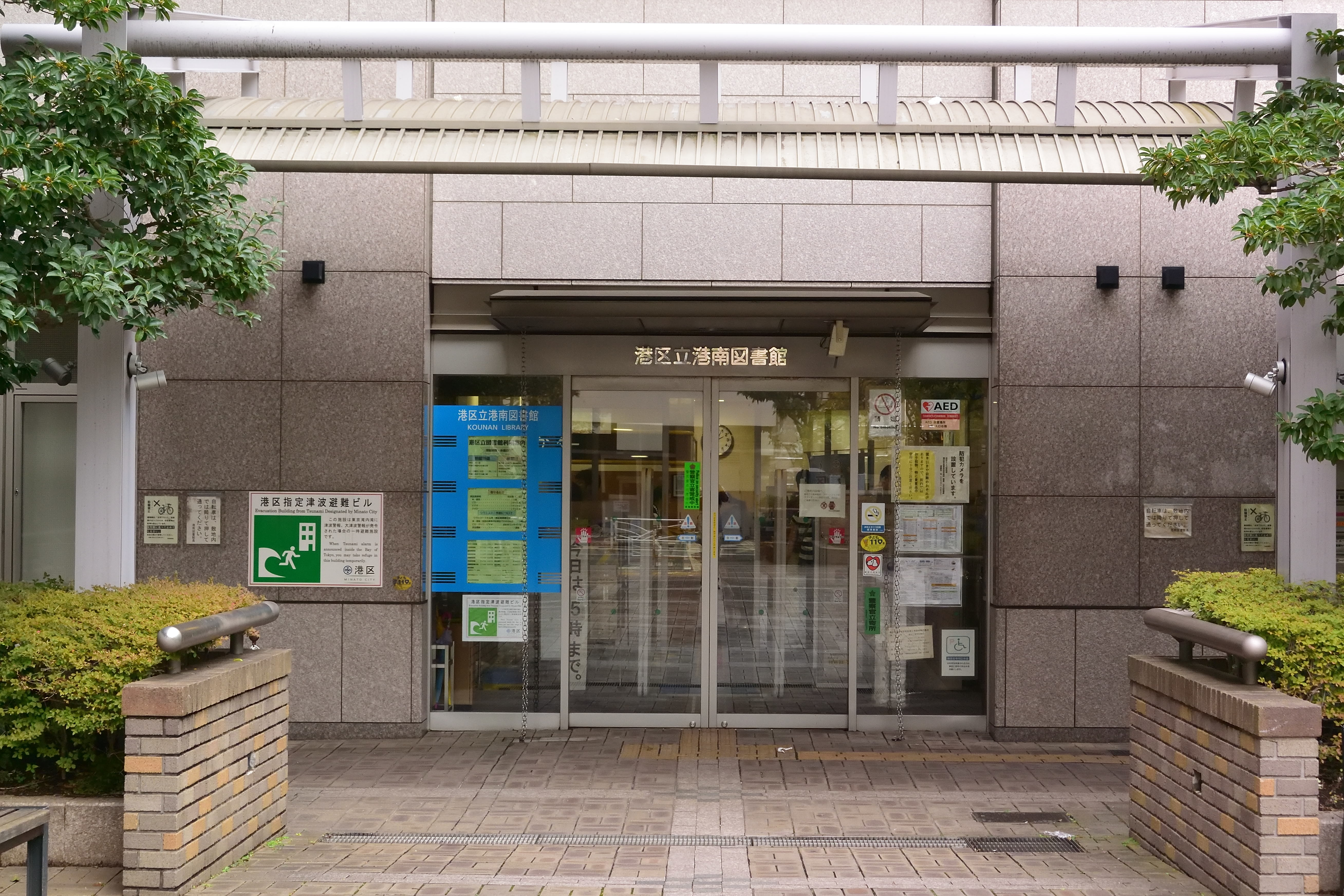
港区立港南図書館

  - 2022年4月1日、札の辻スクエア内に移転開館[2]。みなと図書館から中央図書館機能を移行した[2]。設計は株式会社アール・アイ・エー[2]。
- 港区立麻布図書館

## リンク
- 港区立図書館 公式ホームページ